# AK-107
Os fuzis de assalto AK-107 diferem apenas pelo calibre utilizado, o primeiro destinando-se ao uso doméstico calçando o calibre de 5,45x39mm, enquanto o segundo visa o mercado de exportação, calçando o calibre de 5,56x45mm OTAN. Ambos foram amplamente divulgados nos anos 1990 e início de 2000, e aparentemente não obtiveram encomendas significativas. Estas armas são operadas pelo recuo indireto de gases com ação equilibrada, empregando um ferrolho rotativo com bloqueio duplo, acionado por pistão de longo curso montado acima do cano. Quando a arma é disparada, o pistão principal se move para trás, deslocando o conjunto do ferrolho da forma tradicional; neste momento um segundo pistão se move em direção oposta, minimizando o recuo transmitido ao ombro do atirador, com movimento sincronizado por pinhão e cremalheira simples. Em todos os outros aspectos, os AK-107/AK-108 são bastante similares ao fuzil de assalto AK-74M padrão.
Durante as décadas de 1960 e 1970 designers de armas soviéticas empreenderam várias abordagens a fim de bem balancear o fuzil de assalto padrão, quanto ao modo de disparo em rajadas curtas e totalmente automático (que é o padrão para as tropas de infantaria nos manuais de campo russos). Uma dessas abordagens é conhecida como uma ação "equilibrada". O primeiro desenvolvido foi durante 1960 pelos designers Alexandrov Paranın em Izhevsk, e por Tkachev em Klimovsk. Este sistema usa uma contra-massa para compensar o recuo da arma. A contra-massa está ligada com um segundo pistão ao cilindro de gases, e se move em direção oposta ao ferrolho. A sincronização é conseguida usando o sistema de pinhão e cremalheira simples. Neste sistema, só o impulso do cartucho disparado é transferido para o receptor, e através da coronha ao ombro do atirador. Os impulsos do grupo de recuo são compensados pela contra-massa, e não afetam o tiro, ao contrário do AK, onde o grupo em movimento do ferrolho produz um recuo forte, além de vibrações. O "sistema equilibrado" foi empregado no rifle AKB, desenvolvido pela VM Kalashnikov (filho do famoso Mikhail Kalashnikov) em Izhevsk e no rifle AEK-971, desenvolvido em Kovrov, ambos sem sucesso quando testados durante provas da década de 1980. Apesar do fracasso de ambos os projetos nos ensaios do exército, o desenvolvimento foi mantido, com a intenção de produzir armas superiores (no modo de fogo automático total) para o AK-74 para uso da polícia nacional e de exportação. A proposta Izhevsk, inicialmente conhecido como AKB, evoluiu para estes modelos.

## Detalhes do projeto
O AK-107, AK-108, e AK-109 representam uma mudança significativa no sistema operacional do Kalashnikov originalmente projetado no final da década de 1940. Este sistema usa um mecanismo de contra massa de redução de retrocesso com duas hastes de operação que se movem em direções opostas, proporcionando assim "equilíbrio". Uma haste de operação, a parte superior, tem um pistão de gás virado para a frente enquanto a parte inferior também possui um pistão de gás. O tubo de gás na extremidade dianteira do guarda mão é duplo para acomodar as duas hastes. A tampa de tubo de gás ampliada do guarda-mãos superior guia ambas as hastes na sua viagem.
O AK-108 é uma versão do AK-107 em câmara 5,56×45mm NATO, e o AK-109 é uma versão menos conhecida e produzida em câmara 7,62×39mm. Como o resto da série AK-100, esses AKs mais novos usam materiais sintéticos, como polímero preto reforçado com fibra de vidro para o cabo de pistola e blindagem térmica. Este material é mais eficiente em termos de custos e muito mais forte do que o mobiliário de madeira original do AKM/AK-74.

## Usuários
- Rússia Atualmente, está sendo testado pelo militares russos com novos recursos, incluindo um estoque melhorado, acessório montado e lateral trilhos, carregador de alta capacidade Izhmash 60 tiros "quad-stack", e Mira holográfica.[3]